# Al-Jizah
 Al-Jeezah  este un district în Guvernoratul Amman din nord-vestul Iordaniei.

## Istorie
În 634, al-Jizah a fost locuit de tribul de arabi creștini Kalb. Cu toate acestea, ei au fost cuceriți de Khalid ibn al-Walid în timpul cuceririi musulmane a Mesopotamiei⁠(<span title="Cucerirea musulmană a Persiei|cuceririi musulmane a Mesopotamiei la Wikidata">d) la 634.